# Eugen Wolbe
Eugen Wolbe (* 6. April 1873 in Berlin; † 22. September 1938 ebenda) war ein deutscher Pädagoge, Publizist und Autographensammler.

## Leben und Wirken
Eugen Wolbe entstammte einer Berliner jüdischen Familie. Ab 1904 war er Oberlehrer an der 5. Realschule (später Fichte-Realschule) in Berlin-Moabit. Er verfasste zahlreiche Biografien, war als Herausgeber (u. a. von Werken Berthold Auerbachs, Karl von Holteis und Friedrich von Bodenstedts) tätig und schrieb eine große Zahl von Aufsätzen in verschiedenen Zeitungen und Zeitschriften.
Am 3. April 1933 wurde Wolbe aus dem Schuldienst entlassen. 1938 starb er infolge eines Herzschlages. Sein Grab befindet sich auf dem Jüdischen Friedhof Berlin-Weißensee. Seine Frau Rosa, geb. Brutzkus (1882–1942) wurde später nach Riga deportiert und dort ermordet; sein Sohn Shlomo Wolbe (1914–2005) wirkte als Rabbiner in Stockholm und später in Israel.

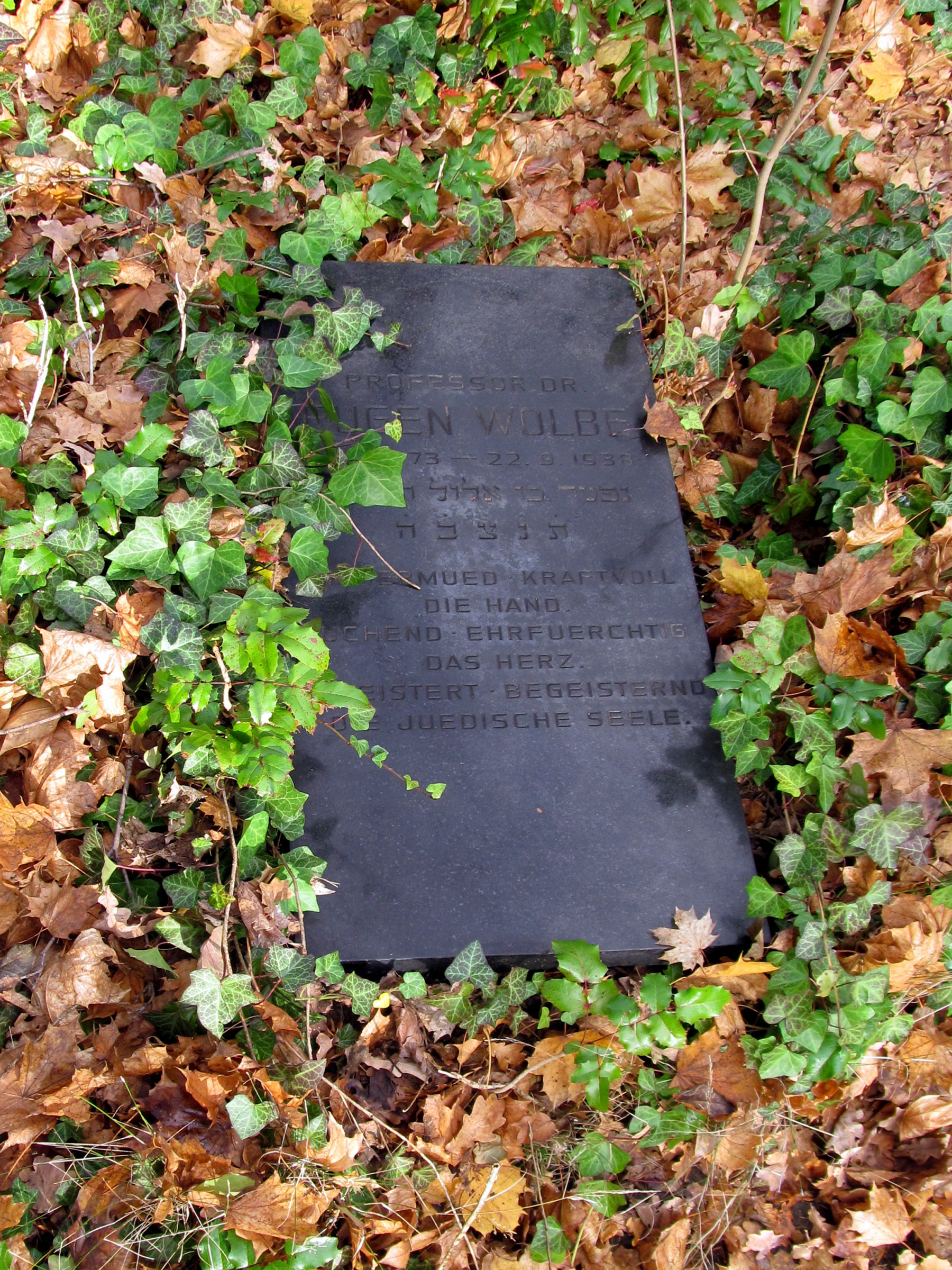
Grab Wolbes auf dem Jüdischen Friedhof Weißensee

Am 8. Mai 2003 wurde an Wolbes ehemaliger Schule (heute Teil der Moses-Mendelssohn-Oberschule) für ihn und seinen Kollegen Moritz Arndt (1889–1942) eine Gedenktafel enthüllt.
Ein Teil von Wolbes Nachlass befindet sich im Österreichischen Literaturarchiv in Wien.

## Werke (Auswahl)
- Quellenstudien zu John Home’s „Douglas“. Mayer & Müller, Berlin 1901 (= Phil. Diss., Universität Berlin, 14. Dezember 1901)
- Berthold Auerbach. Ein Lebensbild. Neufeld & Henius, Berlin 1907
- Major Burg. Lebensbild eines jüdischen Offiziers. Lamm, Berlin 1907
- Kaiserin Augusta. Ein Lebensbild für jung und alt. Woywod, Breslau 1908
- Sir Moses Montefiore. Ein Lebensbild für jung und alt. Lamm, Berlin 1909
- Ludwig August Frankl, der Dichter und Menschenfreund. Ein Lebensbild für jung und alt. Kauffmann, Frankfurt a. M. 1910
- Alexander von Kluck. Ein Lebensbild. Spamer, Leipzig 1917
- Selbstmord oder neues Leben? Ein Wort zur Bevölkerungspolitik der deutschen Juden. Orania, Oranienburg 1918
- Der Herr Professor beim Kommiß. Ernstes und Heiteres aus der Garnison. Peitz, Camburg 1919
- Generalfeldmarschall Prinz Leopold von Bayern. Ein Lebensbild. Koehler, Leipzig 1920
- Handbuch für Autographensammler. Schmidt, Berlin 1923
- Spaziergänge im Reiche des Autographen. Eine Anregung zum Autographensammeln. Schmidt, Berlin 1925
- Kaiser Friedrich. Die Tragödie des Übergangenen. Avalun-Verlag, Hellerau bei Dresden 1931
- Carmen Sylva. Der Lebensweg einer einsamen Königin. Koehler & Amelang, Leipzig 1933
- Geschichte der Juden in Berlin und in der Mark Brandenburg. Verlag Kedem, Berlin 1937
- Ferdinand I., der Begründer Großrumäniens. Verbano-Verlag, Locarno / Leipzig 1938